# Notre-Dame de la Garde
Notre-Dame de la Garde is een basiliek in Marseille, Frankrijk. Dit neo-Byzantijnse bouwwerk is gesitueerd op La Garde, het hoogste punt van de stad Marseille. Deze kerk is een van de belangrijkste toeristische trekpleisters van de stad. Daarnaast trekt deze kerk vele bedevaartgangers, met name tijdens de Maria Hemelvaartsdag op 15 augustus. De lokale bevolking noemt deze kerk ook wel la bonne mère ("de goede moeder").
Voor deze kerk is opdracht gegeven door Saint Charles Eugène de Mazenod, de toenmalige bisschop van Marseille en is ontworpen door architect Henri-Jacques Espérandieu (1829-1874). De eerste steen voor de fundering is gelegd op 11 september 1853 en de bouw is afgerond in 1864. Bij de bouw is zo'n 170.000 ton materiaal gebruikt, waaronder 23 scheepsladingen marmer en porfier uit Italië. Het interieur is gesierd met ingelegd marmer en mozaïeken. De kerk is gebouwd op La Garde, een 162 meter hoge kalkstenen rots aan de zuidkant van de oude haven. Op die plek stond een 13e-eeuwse kapel, eveneens gebouwd ter ere van de Heilige Maria. In 1524 werd door koning Frans I op deze heuveltop een fort gebouwd. De oude kapel werd geïncorporeerd in dit fort. De basiliek werd gebouwd bovenop dit fort, waarvan nog één bastion zichtbaar is.
Bij de basiliek staat een 60 meter hoge klokkentoren met op de top daarvan een enorm standbeeld van de Heilige Maria met het kindje Jezus. Maria is traditioneel de beschermheilige van de zeevaarders. Dit beeld is zichtbaar vanuit grote delen van de stad en ook van ver op zee.

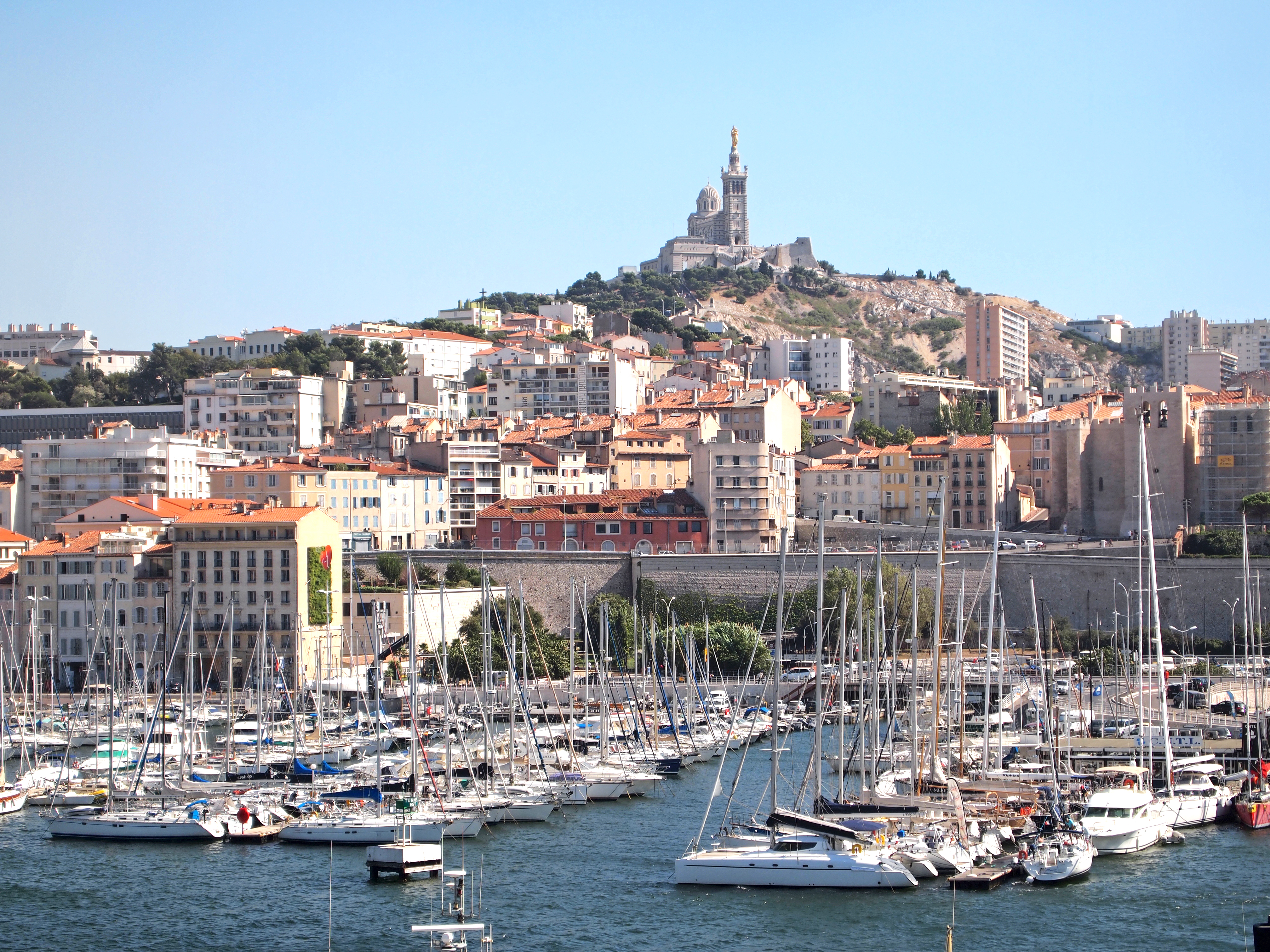
Notre-Dame de la Garde, gezien vanuit de oude haven
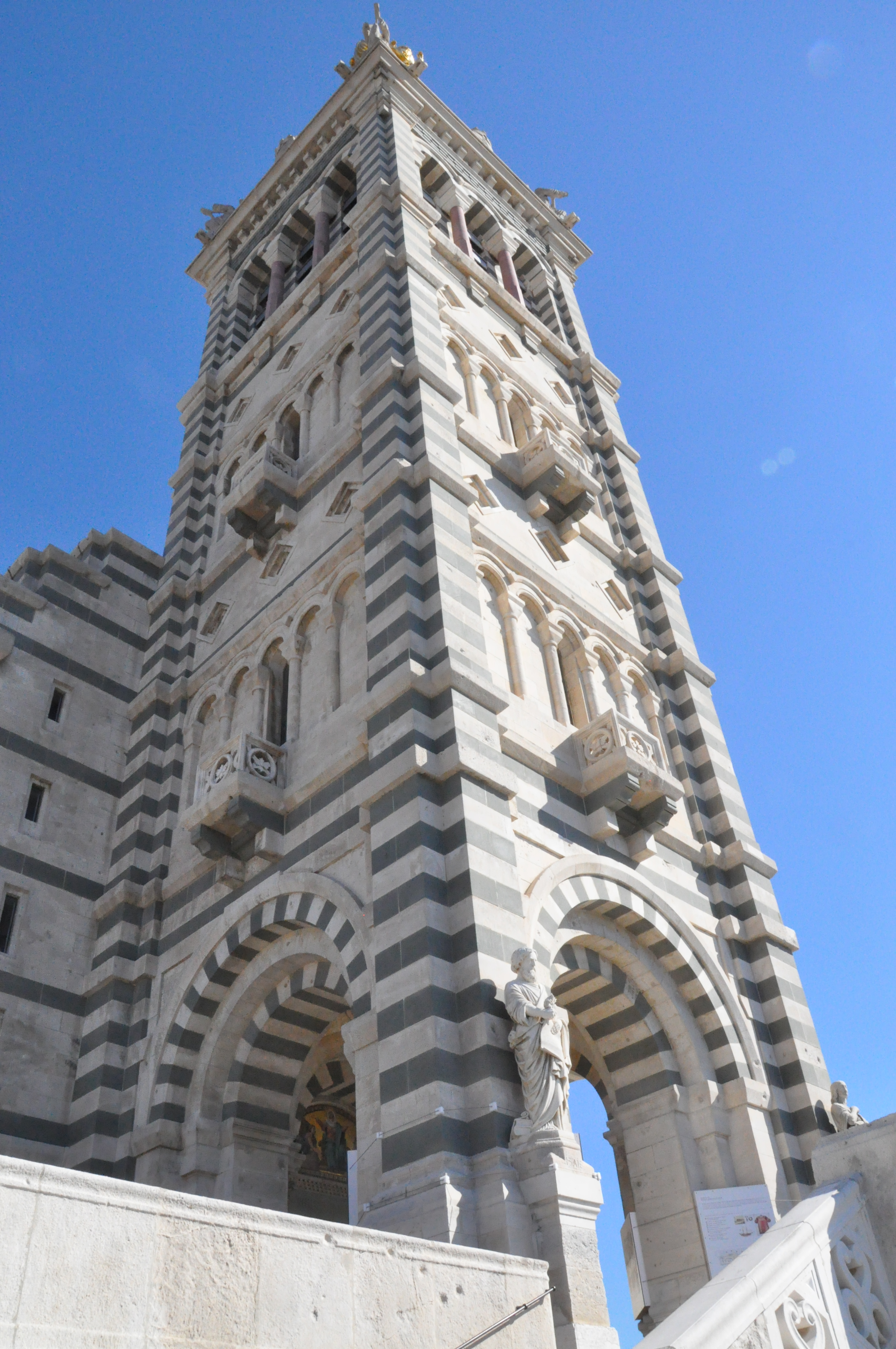
toren
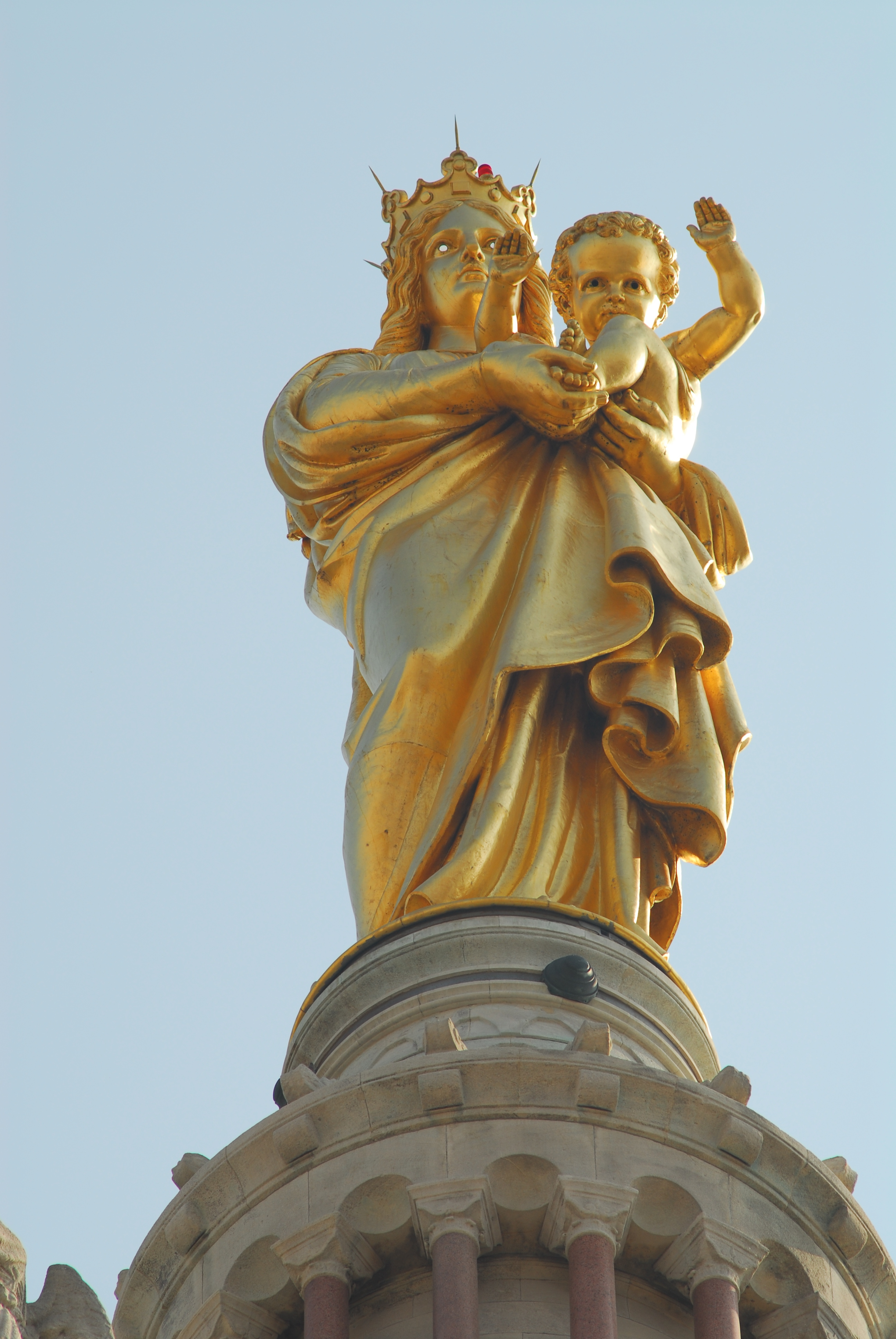
Gouden beeld van Maria met Jezus
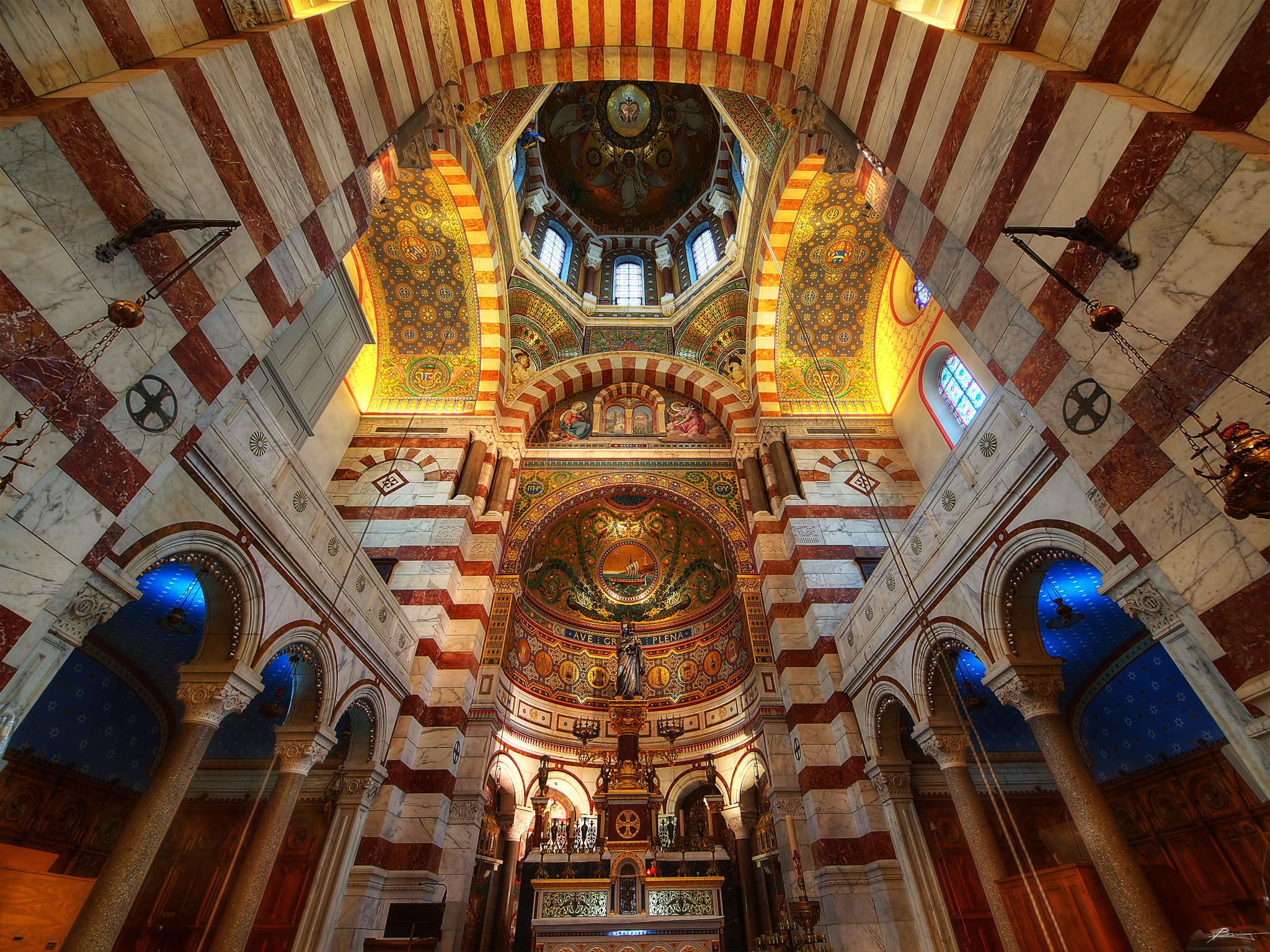
Interieur
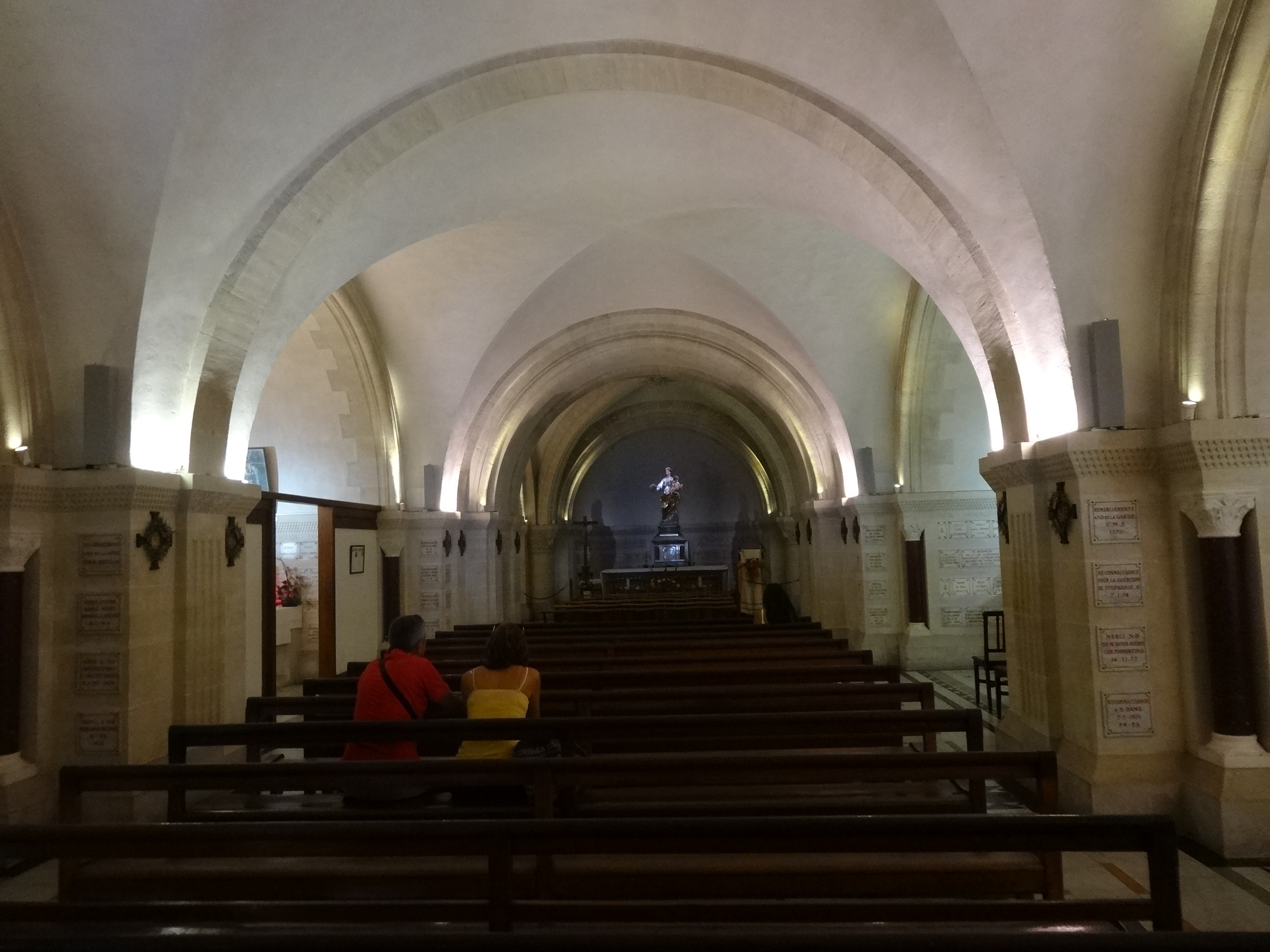
Crypte
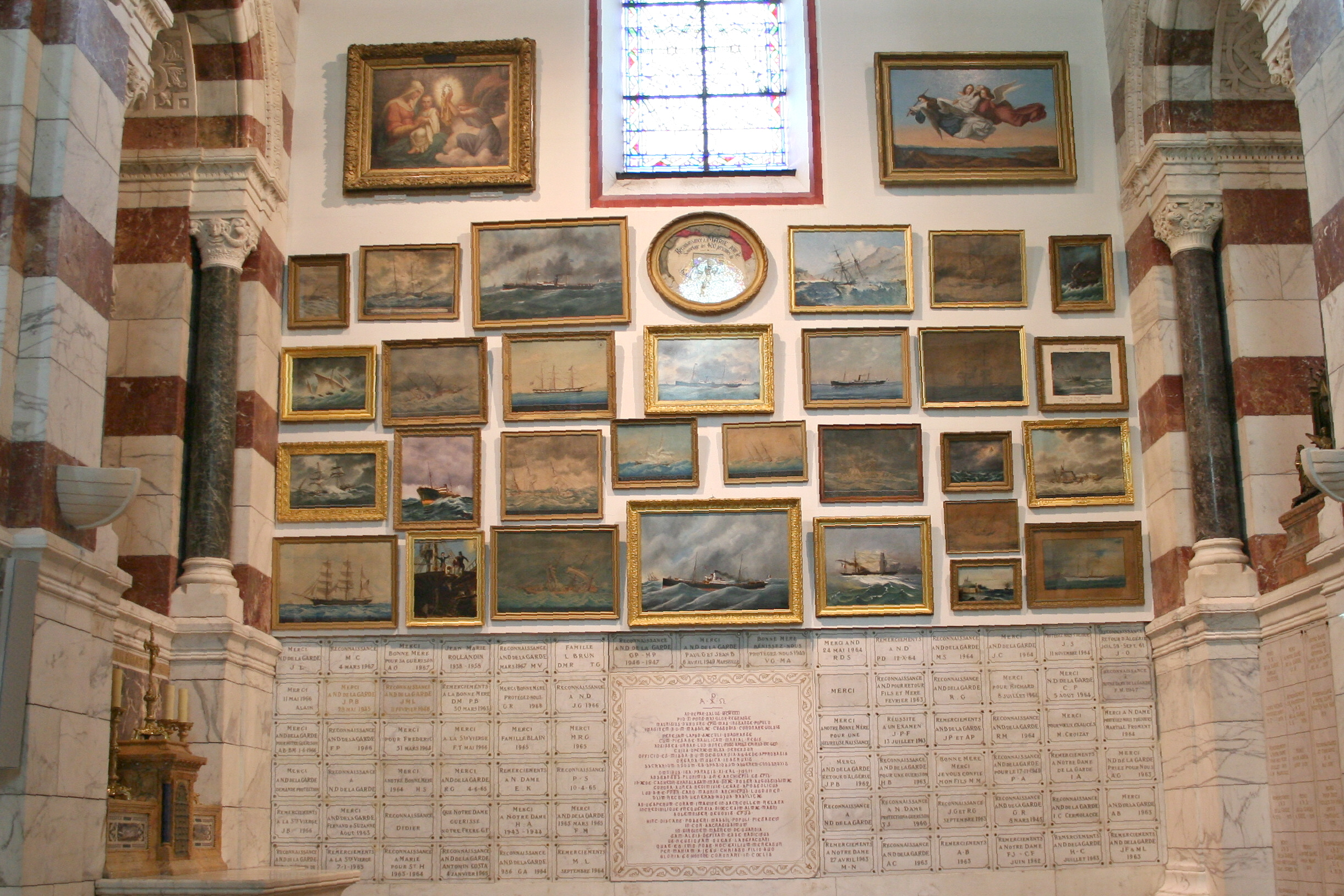
Ex voto's
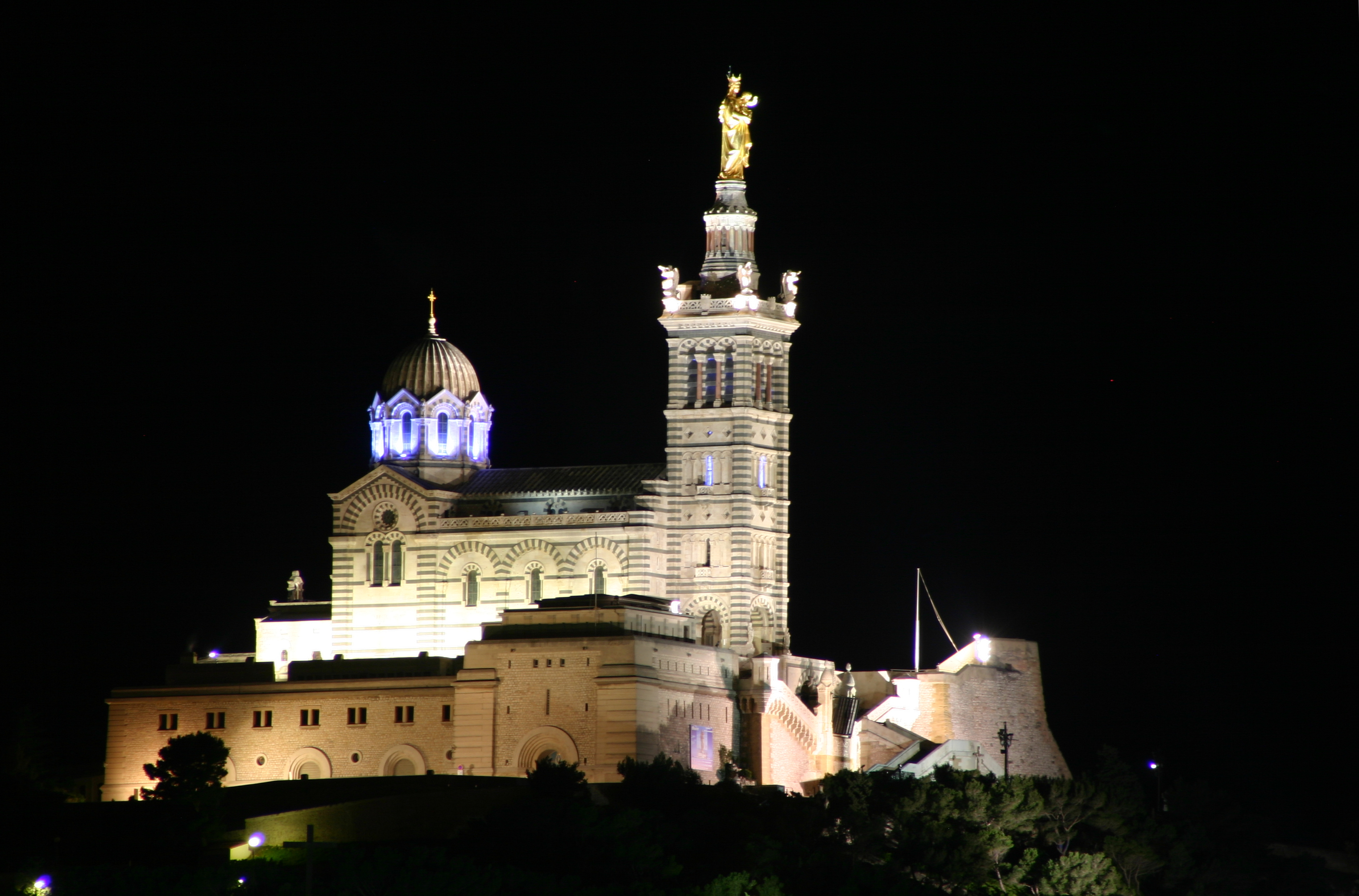
Bij nacht

## Statistieken
- Voorplein
  - Hoogte: 161 meter
- Kerkgebouw
  - Lengte (buiten): 52,2 meter
  - Breedte (buiten): 16,8 meter
  - Lengte middenschip: 19,6 meter
  - Breedte middenschip: 6,3 meter
  - Doorsnede van de koepel: 6,8 meter
  - Jaarlijkse bezoekers: 1,5 miljoen
- Bronzen deuren
  - Hoogte: 2,89 meter
  - Breedte: 1,98 meter
  - Gewicht: 1.900 kg.
- Klokkentoren
  - Hoogte tot het terras: 41 meter
  - Totale hoogte: 60 meter
  - Gewicht van de grootste klok: 8.234 kg.
- Mariabeeld
  - Hoogte: 11,2 meter
  - Hoogte incl. sokkel: 23,7 meter
  - Gewicht: 9.796 kg.
  - Breedste diameter: 3,6 meter

## Varia
- De toren en het Mariabeeld van de Onze-Lieve-Vrouw-van-Bijstand-der-Christenenkerk in Sint-Niklaas is volgens de overlevering op deze basiliek geïnspireerd.